# Melentije Pavlović
Pour les articles homonymes, voir Pavlović.
Melentije Pavlović (en serbe cyrillique : Мелентије Павловић ; né en 1776 à Gornja Vrbava et mort le 13 juin 1833 à Belgrade) est un métropolite orthodoxe serbe. Il a notamment été le premier archevêque de Belgrade et métropolite de Serbie, la plus haute dignité de l'Église orthodoxe serbe avant la restauration de l'Église orthodoxe serbe unie en 1920. Il a également participé au second soulèvement serbe contre les Ottomans.

## Biographie

### Jusqu'au Second soulèvement serbe
Melentije Pavlović est né en 1776 à Vrbava, un village situé près de l'actuelle ville de Gornji Milanovac. Il a prononcé ses vœux monastiques en 1810 au monastère de Vraćevšnica, et, en mars de cette année-là, il est devenu l'higoumène de ce monastère,. Il n'a pas pris part au premier soulèvement serbe contre les Ottomans, mais il a rejoint le second soulèvement serbe, notamment en participant au soulèvement de Takovo (ou « rencontre de Takovo ») et il s'est personnellement distingué lors des batailles de Ljubić et de Palež.

Représentations de Melentije lors du Soulèvement de Takovo.
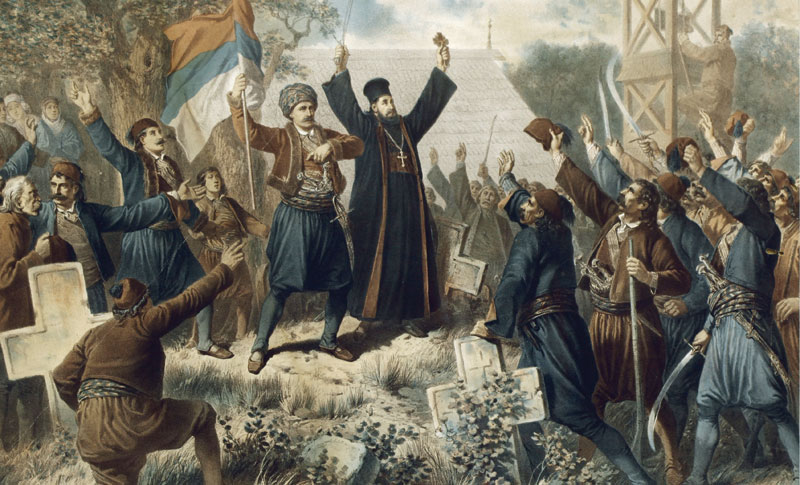
Le Soulèvement de Takovo par Vinzenz Katzler, 1882, Musée historique de Serbie.
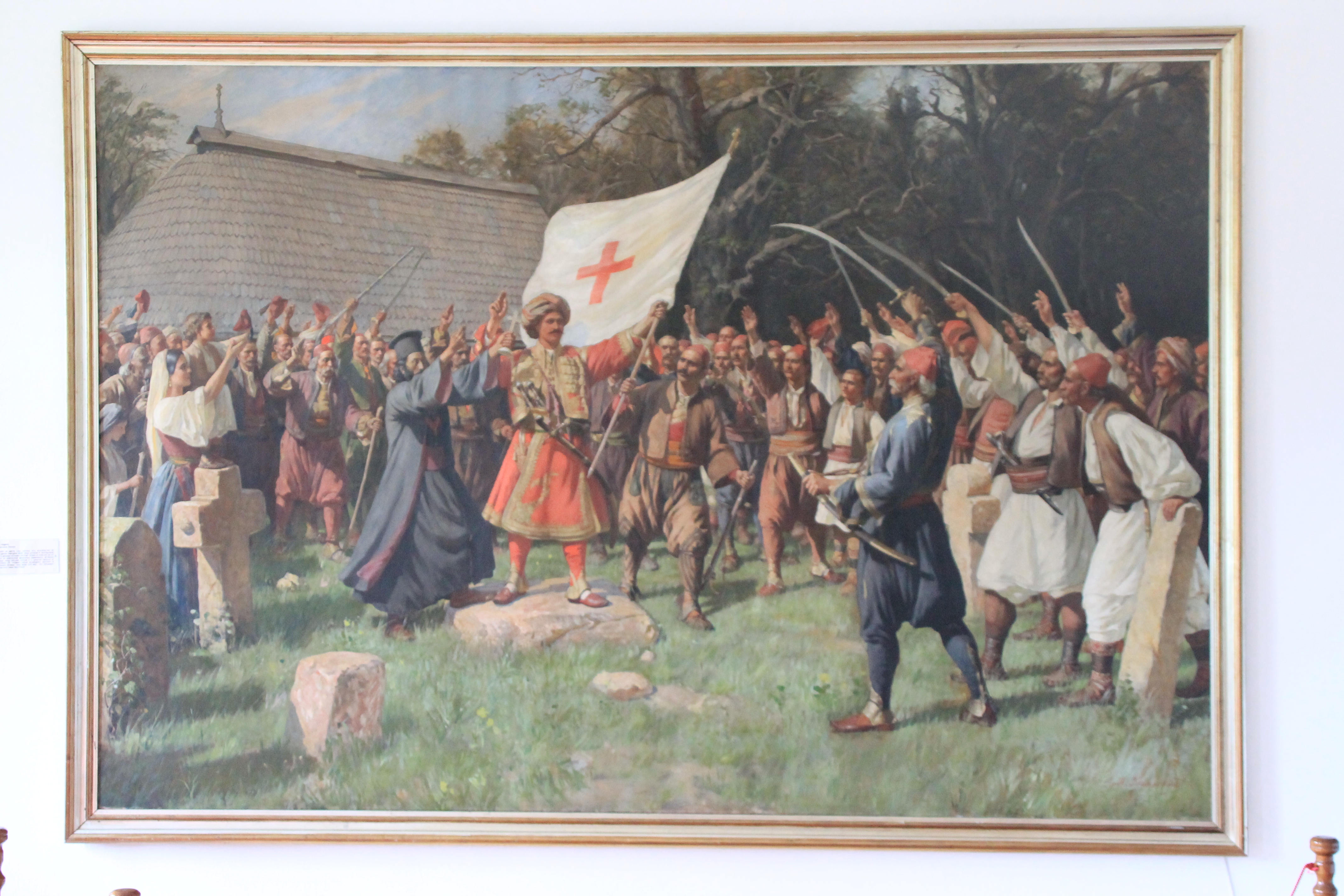
Le Soulèvement de Takovo par Paja Jovanović, 1895, Musée du Second soulèvement serbe à Takovo.
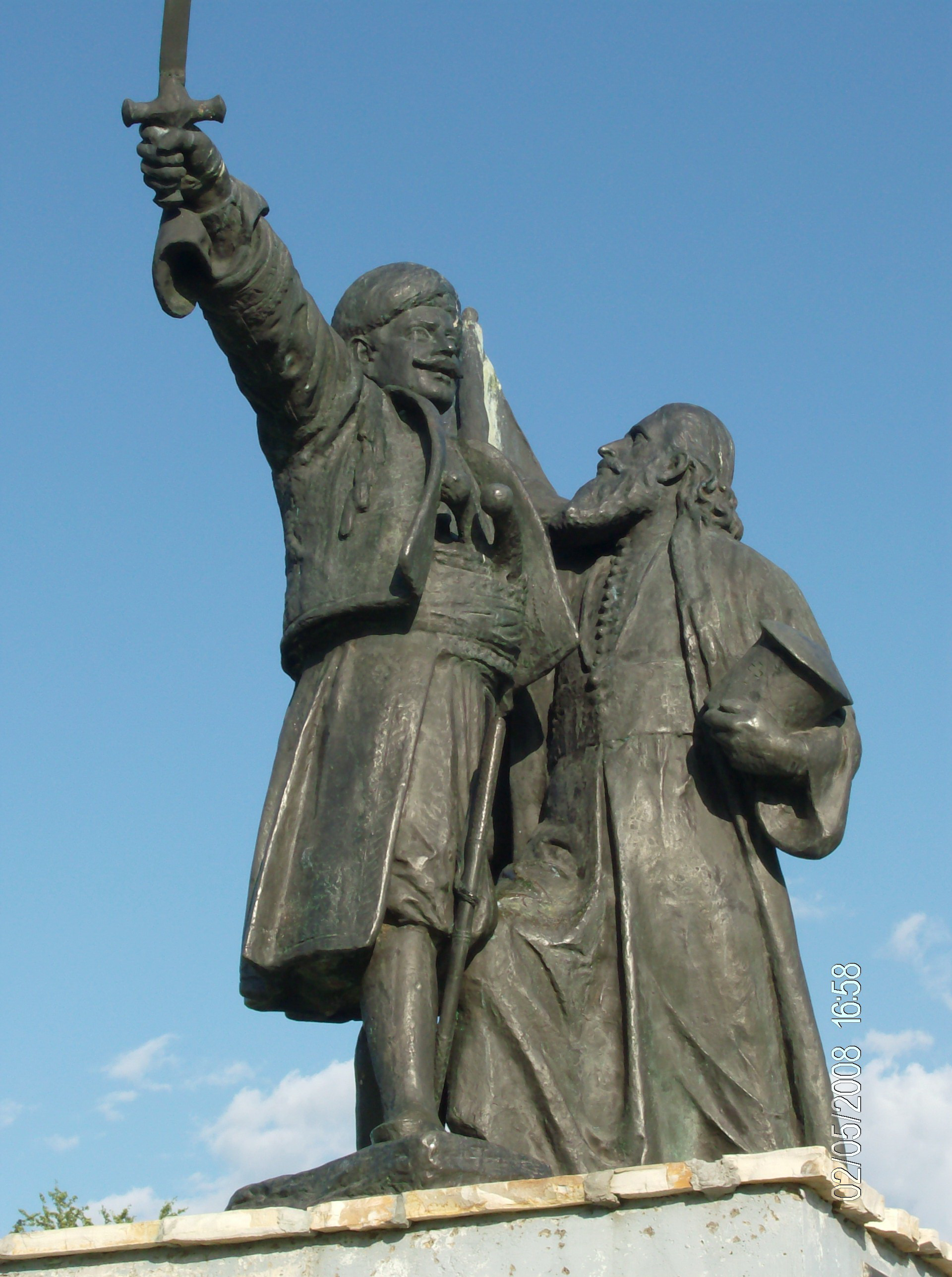
Le Soulèvement de Takovo par Petar Ubavkić, à Takovo, dans l'ensemble commémoratif du Takovski grm. Il représente le prince Miloš (avec un sabre dans la main droite) et le métropolite Melentije
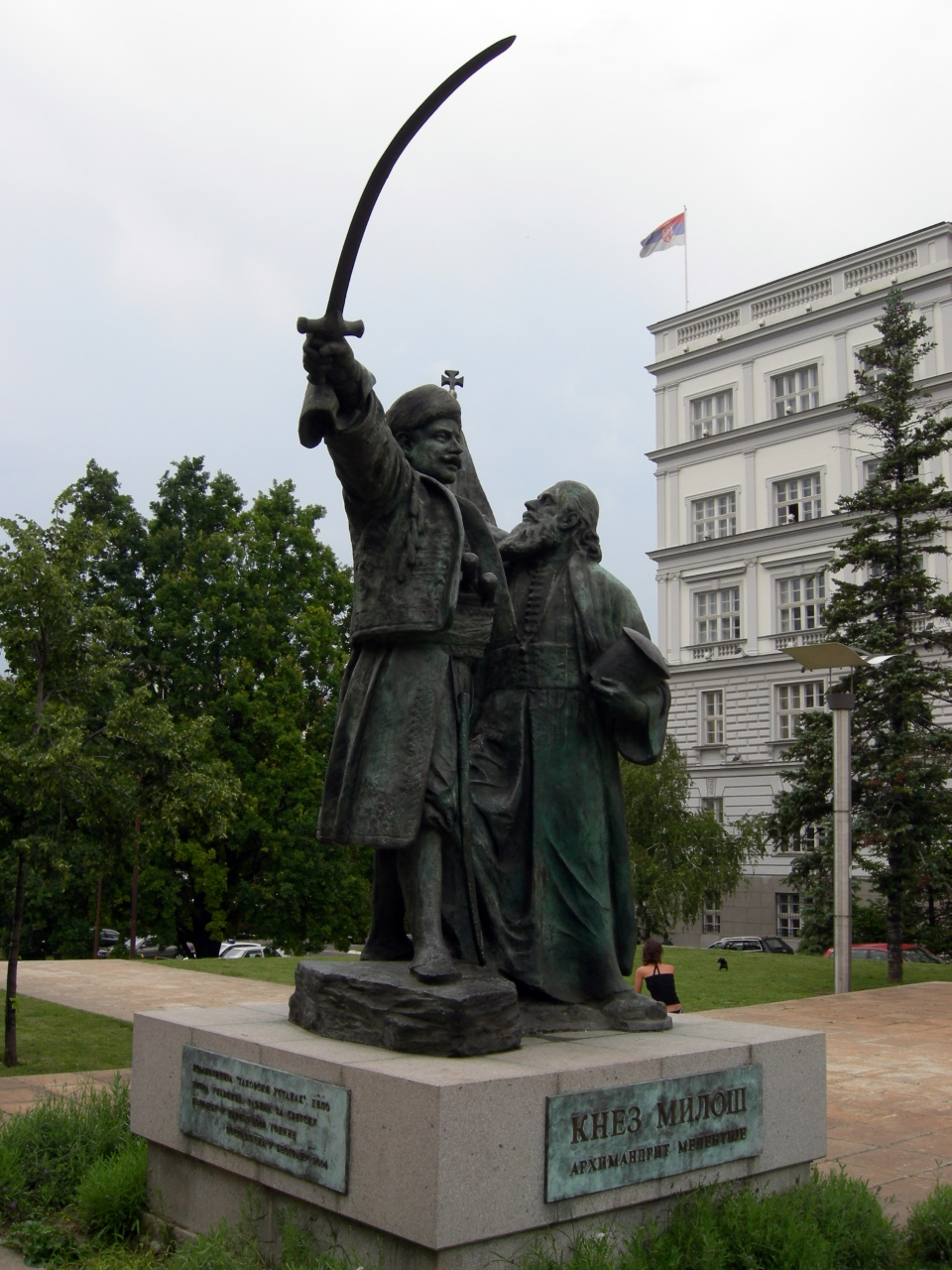
Le Soulèvement de Takovo par Petar Ubavkić, créé pour l'Exposition universelle de 1900. Installé à Belgrade près du 20 rue Kneza Miloša en 2004.

### Conseiller du prince et métropolite
Grâce à son courage personnel, Melentije a gagné le respect du Miloš Obrenović qui, en 1818, en a fait le confesseur attitré de la dynastie des Obrenović. Avec le temps, Melentije est devenu le conseiller du prince, d'abord sur les questions religieuses puis sur les affaires politiques en général. En 1823, le prince Miloš lui a confié l'organisation d'un système d'enseignement public.
De 1827 à 1831, le métropolite Antim (en grec : Μητροπολίτης Άνθιμος), qui avait été évêque de Vraca et de Loveč, a dirigé une province ecclésiastique dépendant directement du patriarcat œcuménique de Constantinople appelée « métropole de Belgrade », qui correspondait au territoire de la principauté de Serbie nouvellement créée ; Antim a été le dernier Phanariote grec à la tête de la métropole. C'est lui qui a donné l'onction à Miloš Obrenović dans la cathédrale de Belgrade en décembre 1830,.
Malgré les bons rapports que Miloš entretenait avec Antim, il voulait pour sa principauté une Église autonome, voire indépendante, des autorités de Constantinople. Après que le prince eut passé un accord avec le patriarcat œcuménique de Constantinople pour la création d'une métropole de Belgrade autonome, il a désigné Melentije comme le candidat le plus approprié pour la fonction de métropolite. En recommandant Melentije, le prince le signalait comme le plus honnête, le plus talentueux et le plus respecté des membres du clergé. Melentije a été intronisé archevêque par le patriarche de Constantinople Constance Ier le 18 août 1831.
Un an plus tard, l'autonomie de la métropole Belgrade a été confirmée. À cette époque, le métropolite était déjà gravement malade.
Pendant qu'il était en fonction, Melentije a déterminé la division administrative de la pétropole en « éparchies » (diocèses) et il a organisé un bureau métropolitaine. Il a interdit qu'on chante en grec dans les églises de Belgrade et a tenté de créée une imprimerie à Belgrade ; lui-même résidait à Kragujevac. Selon Radomir Popović, une querelle l'opposa au prince dans la dernière période de son administration.
Melentije est mort le 11 juin 1833, à Belgrade et a été enterré au monastère de Vraćevšnica.

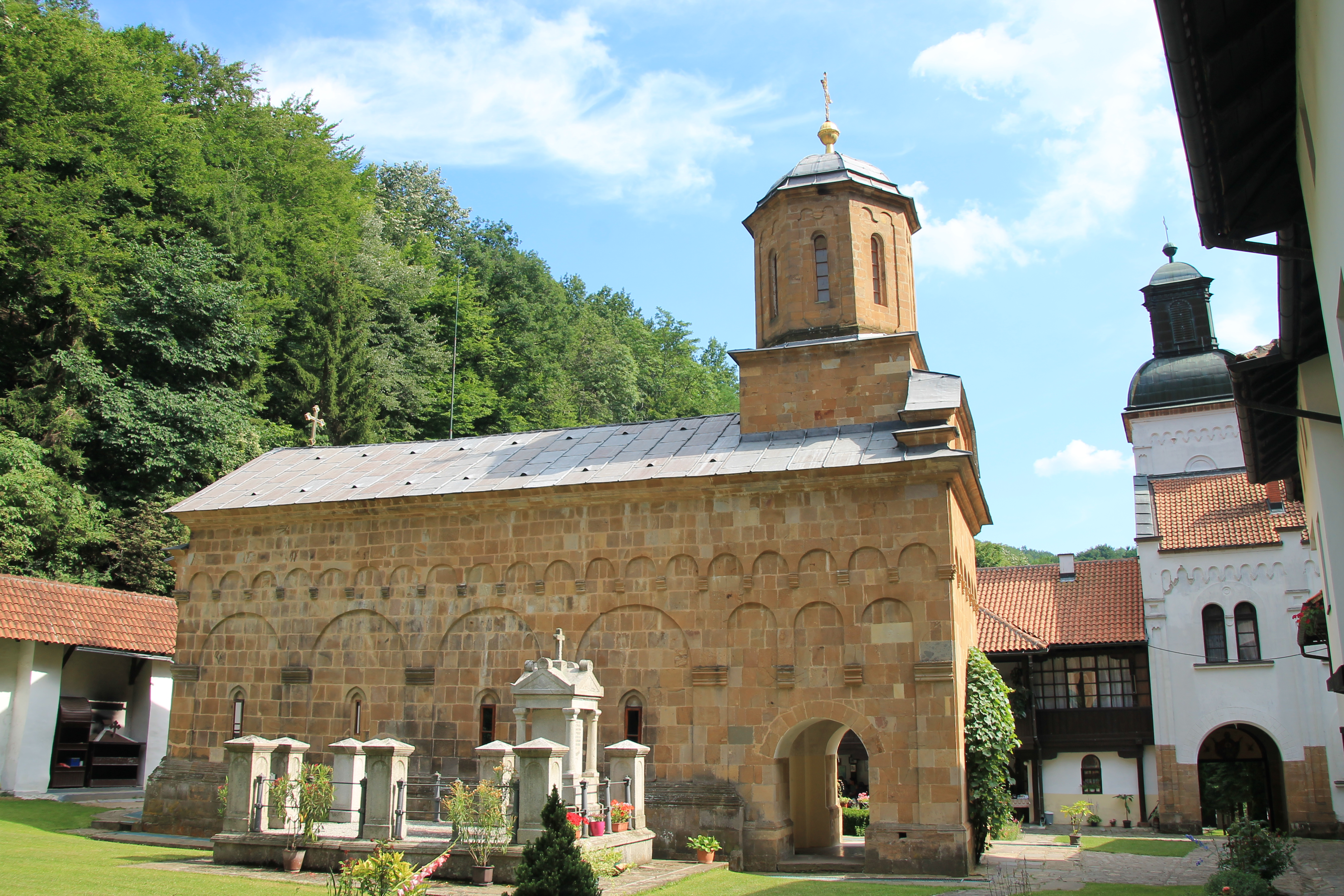
Le monastère de Vraćevšnica.